# Clara Barker
Clara Michelle Barker es una ingeniera y científica de materiales británica. En 2017 recibió el premio Points of Light de la Oficina del Primer Ministro del Reino Unido por su trabajo voluntario en la sensibilización sobre temas de lesbianas, gays, bisexuales y transexuales.

## Carrera e investigación
Barker completó su tesis sobre recubrimiento de película delgada en la Universidad Metropolitana de Manchester. Luego ocupó un puesto postdoctoral en los Laboratorios Federales Suizos de Ciencia y Tecnología de Materiales (EMPA) en Suiza durante 4 años, antes de mudarse a la Universidad de Oxford, donde administra el Centro de Superconductividad Aplicada dentro de los Materiales. Departamento. También es presidenta del Grupo Asesor LGBT + de la Universidad.

## Activismo LGBT+
Barker es una mujer transgénero y defensora de la diversidad LGBT+ y las mujeres en STEM. Trabaja con dos grupos de jóvenes en Oxfordshire, Topaz y My Normal. También habla en las escuelas locales en nombre de Stonewall y ha ayudado al Ayuntamiento de Oxford a ejecutar una iniciativa contra el acoso escolar contra HBT (homofóbico, bifóbico y transfóbico, por sus siglas en inglés). En 2017, apareció en una campaña de carteles de Stonewall para Trans Day of Visibility. También dirigió la promoción del proyecto Out in Oxford, un proyecto que destaca los artefactos LGBT + en los museos. Ha impartido numerosas charlas sobre visibilidad y diversidad LGBT + en STEM. En diciembre de 2018, Barker dio una charla TEDx titulada "Por qué necesitamos generar confianza para crear diversidad en las instituciones". También ha aparecido en BBC Victoria Derbyshire y Sky News hablando sobre los derechos de las personas transgénero.
Barker ha recibido varios premios por su activismo. En 2017, fue la persona número 795 en recibir el premio Points of Light por su trabajo con Out in Oxford y su voluntariado.
En 2018, ganó el premio de Campeón/Modelo a seguir individual del personal en los Premios a la Diversidad del Vicerrector de la Universidad de Oxford.